# Eisenbahnunfall von Uhersko
Der Eisenbahnunfall von Uhersko ereignete sich am 25. Dezember 1909 um 9.30 Uhr auf der Strecke Brünn–Prag der k.k. priv. Österreichisch-Ungarischen Staatseisenbahngesellschaft (StEG) in der Station Uhersko (heute: Tschechien), als ein Schnellzug frontal mit einem Güterzug zusammenstieß. 

## Ausgangslage
Der Schnellgüterzug Nr. 351 aus Richtung Brünn hatte an diesem Tag einige Verspätung. Ihm folgte der planmäßig verkehrende Schnellzug Nr. 7. In der Gegenrichtung aus Prag näherte sich der Station der Schnellzug Nr. 2. Es herrschte nebliges, trübes Wetter mit schlechter Sicht.

## Unfallhergang
Der Fahrdienstleiter in der Station Uhersko entschied, den aus Richtung Brünn kommenden langsameren Güterzug durch den Schnellzug überholen zu lassen. Da im Bahnhof kein Überholgleis frei war, leitete er den Güterzug auf das Gleis der Gegenrichtung und ließ ihn dort warten. Der Fahrdienstleiter vergaß jedoch, das bereits auf Fahrt frei stehende Einfahrsignal aus Richtung Prag zurückzunehmen. Der Schnellzug aus Brünn überholte den Zug indessen auf dem Regelgleis. Kurz darauf fuhr der Schnellzug aus Prag mit Streckengeschwindigkeit in den Bahnhof ein und stieß dort frontal mit dem wartenden Güterzug zusammen, wobei drei Personenwagen des Schnellzuges völlig zertrümmert wurden. Die Lokomotiven und Dienstwagen beider Züge sowie weitere drei Personenwagen und drei Güterwagen wurden schwer beschädigt. Neun Reisende und vier Zugbegleiter verloren ihr Leben, 13 weitere Reisende und zwei Zugbegleiter wurden schwer verletzt. Von den 190 Fahrgästen im Schnellzug waren insgesamt 94 geschädigt.